# 詹姆斯·麦科德

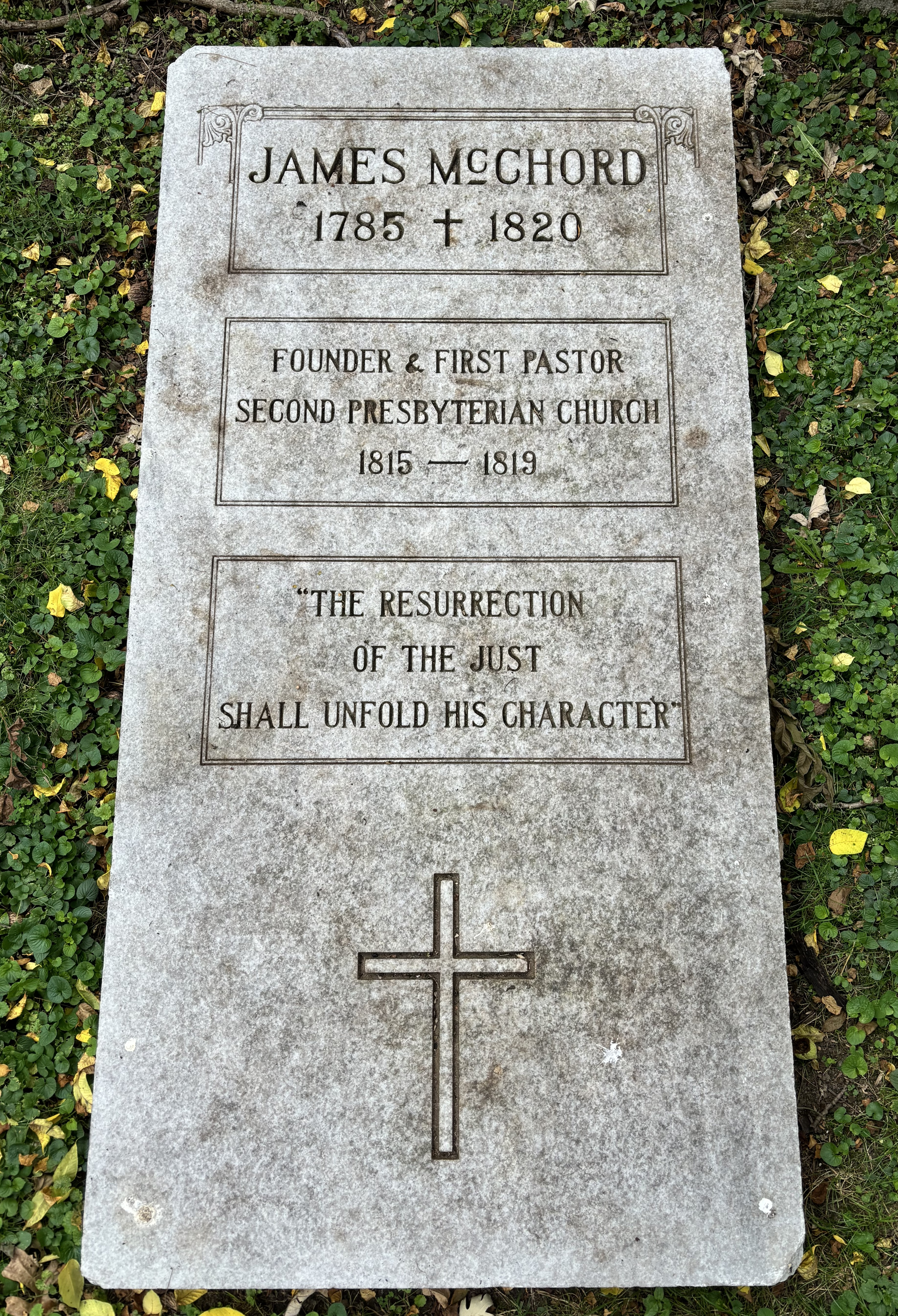
麦科德在莱克星顿公墓的墓碑

詹姆斯·麦科德（英語：James McChord或M'Chord，1785年3月29日—1820年5月26日），美国长老宗牧师和教育家，曾在特兰西瓦尼亚大学和协和改革宗神学院就读。1813年，他在肯塔基州列克星敦开始他的牧师生涯。两年后，他创建第2长老宗教堂，并担任牧师至1819年。1813年至1819年，他回到母校特兰西瓦尼亚大学任职，后成为学校董事。1820年3月，他被选为中央学院首任校长，但在就职前3个月逝世。

## 早年生活和教育
麦科德于1785年3月29日出生在巴尔的摩。他的父亲是约翰·麦科德，母亲是伊莎贝拉。他在1785年4月13日接受幼儿洗礼。他在5岁时跟随家人搬迁至肯塔基州列克星敦，并在列克星敦学院求学。之后他前往特兰西瓦尼亚大学深造，并在1805年毕业。除此之外，他还在亨利·克莱麾下学习法律，但他之后改学神学，并搬到纽约就读协和改革宗神学院。他师从约翰·M·梅森，是梅森的得意门生。1809年，他以毕业生代表身份毕业，并获得了神学博士。

## 职业生涯
1809年毕业后，麦科德获得传教许可，并搬回肯塔基州，后在1811年成为牧师。他于1813年起持续在T·S·贝尔教授家中布道，后因违反协和改革宗教规停止。麦科德在此事后本打算离开列克星敦，但遭到教徒阻拦。1815年1月12日，他受邀向肯塔基州议会发表布道，主题为“国家安全”。1815年7月30日，他建立市场街教堂，并亲自担任牧师，教徒则有15人。1818年，麦科德辞去协和改革宗职务，携教徒转投西列克星敦长老宗，教堂也改名成市场街长老宗教堂。此后，他便全心全意投入牧师工作直至1819年。
麦科德还积极参与教育活动。1813年，他回到母校特兰西瓦尼亚大学担任天文学教授，并在次年当选学校董事。1819年，他离开特兰西瓦尼亚大学，前往巴黎担任波旁学院校长。1820年3月4日，他被刚于1819年1月在丹维尔成立的中央学院董事会选为首任校长。在此次董事会上，麦科德还被选为数学教授，年薪1200美元（相当于2023年的$26,160）。

## 逝世与纪念
1820年5月26日，麦科德在就任校长前逝世。尽管如此，他还是被认为是中央学院首任校长。他被葬在市场街教堂前的墓穴。1823年，市场街长老宗教堂为了纪念他改名成麦科德长老宗教堂。但有人认为教堂不能以个人名字命名，于是在1828年更名成第2长老宗教堂，并沿用至今。1924年，麦科德遗骸转移至莱克星顿公墓。麦科德还出版了两篇布道卷，被评价为才华横溢的布道者。
1822年，塞缪尔·芬利被任命为临时校长。同年12月，杰里迈亚·张伯伦就任中央学院校长。

### 书籍
- Craig, Hardin. . 丹维尔 (肯塔基州): Centre College. 1967年10月. OCLC 856258.

## 外部連結
- 维基共享资源上的相關多媒體資源：詹姆斯·麦科德